# Łobnia
Łobnia (ros. Лобня) – rosyjskie miasto w obwodzie moskiewskim, położone około 27 km na północ od Moskwy.
Łobnia została założona w 1902 roku i uzyskała status miasta w 1961 roku.